# 謝鴻均
謝鴻均（1961年10月10日—）是一名臺灣藝術家，同時也是臺灣著名的中生代女性藝術家，其作品主要於關注在性別議題。她出生於苗栗縣，從先後就讀國立台灣師範大學美術學系、美國紐約普瑞特藝術學院藝術創作碩士、美國紐約大學藝術研究所藝術創作博士，現在則擔任國立清華大學藝術與設計系專任教授。謝鴻均的作品經常獲邀參與國立台灣美術館、台北市立美術館、高雄市立美術館的展出，並且獲得國立台灣美術館、台北市立美術館、高雄市立美術館、國立歷史博物館的典藏。

## 外部連結
- （繁體中文） 謝鴻均[永久]